# Fishmans
Fishmans (japonês: フィッシュマンズ, Hepburn: Fisshumanzu) são uma banda japonesa de dub music formada em 1987, conhecida por seu som único baseado no dub e o vocal distintivo do vocalista Shinji Sato.

## Biografia
A banda foi formada em 1987 por Shinji Sato (vocal, guitarra, trompete), Kin-Ichi Motegi (bateria, sampler e backing vocals) e Kensuke Ojima (guitarra e backing vocals). A adição de Yuzuru Kashiwabara (baixo) e Hakase (teclado) completou a line-up original da banda. A primeira aparição gravada da banda foi na compilação Panic Paradise de 1989. Dois anos mais tarde, o primeiro álbum Chappie Don't Cry foi lançado. O som maleável da banda (muito influenciado por reggae e dub mas também incluindo elementos de rock, pop, drum and bass, hip hop, ska, etc.), junto do vocal distintivo e andrógeno de Sato, foi bem aceito na cena underground japonesa.
Fishmans lançaram vários álbuns na gravadora independente Media Remoras, explorando sons diferentes e tentando evitar os clichês do reggae, mas sempre mantendo o dub como um elemento fundamental em seu som, mantidos pelo ritmo rocksteady de Motegi e Kashiwabara. Em 1995 eles assinaram com a Polydor Records. Na época, ambos Kensuke Ojima e Hakase saíram da banda. Nenhum dos dois foram repostos, resultando em um trio. A banda então decidiu trabalhar com várias participações especiais em seus álbuns seguintes, principalmente com Honzi (teclado, violino, acordeão e vocais) e Darts Sekiguchi (guitarra). A adição de ZAK na mixagem de som moldou o que seria considerado como a segunda fase da banda, que em seguida evolveu para um som mais incorporado com elementos de space rock, ambiente e shoegaze. A duração das músicas começaram a crescer também, já que essas novas tendências se moldaram ao elemento base da banda, o dub.
Aerial Camp (空中キャンプ) foi lançado em 1996, e inclui o que é provavelmente a música mais reconhecida da banda, "Nightcruising (ﾅｲﾄｸﾙｰｼﾞﾝｸﾞ)".  Em seguida, foi lançado Long Season, uma faixa de 35 minutos de duração dividida em 5 partes. O último álbum de estúdio da banda, Uchu Nippon Setagaya (宇宙 日本 世田谷), foi lançado em 1997.
Fishmans fizeram seu último show em 28 de dezembro de 1998. Eles tocaram muitas de suas músicas e concluíram com uma performance de Long Season inteiro. Esta era para ser a última performance de Kashiwabara com a banda, Sato e Motegi ainda tinham planos em continuar trabalhando como Fishmans. Porém, Sato morreu no ano seguinte em 15 de março por causa de um problema de coração que tinha desde a infância.
Após a morte de Sato, Kin-Ichi Motegi começou a trabalhar como baterista substituto para a Tokyo Ska Paradise Orchestra, cujo baterista original havia falecido na mesma época que Sato. Com o passar do tempo, ele acabou se tornou um membro integral da banda, tocando a bateria e fazendo vocal. Kashiwabara, que tinha planejado abandonar a indústria musical, eventualmente se uniu com Yusuke Oya (ex-LabLife) para formar Polaris, que segue o mesmo gênero e ritmo de Fishmans no fim da década de 90.
Após a morte de Sato, a popularidade de Fishmans continuou a crescer. Em 2004, o álbum-tributo Sweet Dreams for Fishmans foi lançado, e inclui covers de diversos artistas como OOIOO, Bonobos, e UA. Em seguida, foram lançados os álbuns Kuchu e Uchu em 2005, que trazem faixas raras e não lançadas junto dos melhores hits.
Em 22 de novembro de 2005, os membros restantes da banda fizeram um show em tributo aos seus fãs e à Shinji Sato, no Rising Sun Rock Festival. O show durou três horas e meia, e teve a participação especial de vários artistas, que fizeram os vocais. No mês seguinte, uma exibição artística, "The Long Season Rewind", ocorreu em Shibuya, Tokyo. Teve a contribuições de vários artistas.
Em 2006, The Long Season Revue foi lançado em DVD. O concerto ao vivo foi exibido em cinemas e incluia os membros originais da banda performando com um grande grupo de músicos incluindo UA, Asa-Chang, Hanaregumi, Oki Yuichi (de Tokyo Ska Paradise Orchestra) e Ikuko Harada de Clammbon. Após esses concertos, Honzi, colaboradora de longa data da banda, também morreu.
Desde então a banda vem tocando ao vivo em vários festivais.

## Membros
- Shinji Sato (佐藤 伸治) – vocal, guitarra, trompete
- Kin-ichi Motegi (茂木 欣一) – bateria, sampler, backing vocals
- Yuzuru Kashiwabara (柏原 譲) – baixo (1988–1998)
- Hakase (ハカセ) – teclado (1990–1995)
- Kensuke Ojima (小嶋 謙介) – guitarra, backing vocals (1987–1994)[3]

### Suporte
- Darts Sekiguchi (ダーツ関口) – guitarra
- Honzi – teclado, violino, acordeão, backing vocals
- Zak – mixagem de som

## Discografia

### Álbuns de estúdio
- Chappie, Don't Cry (1991, Media Remoras)
- King Master George (1992, Media Remoras)
- Neo Yankees' Holiday (1993, Media Remoras)
- Orange (1994, Media Remoras)
- Aerial Camp (空中キャンプ) (1996, Polydor)
- Long Season (1996, Polydor)
- Uchu Nippon Setagaya (宇宙 日本 世田谷) (1997, Polydor)

### EPs
- Corduroy's Mood (1991, Media Remoras)

### Álbuns ao vivo
- Oh! Mountain (1994, Media Remoras)
- 8月の現状 (1998, Polydor)
- 98.12.28 Otokotachi no Wakare (98.12.28 男達の別れ) (1999, Polydor)
- Long Season '96～7 96.12.26 Akasaka Blitz (2016, Polydor)

### Compilações
- Fishmans 1991–1994 Singles & More (1999, Pony Canyon)
- Aloha Polydor (1999, Polydor)
- 宇宙 ベスト・オブ・フィッシュマンズ (2005, Polydor)
- 空中 ベスト・オブ・フィッシュマンズ (2005, Polydor)
- Fishmans Rock Festival (2007) (box set em vinil de todos os lançamentos da era Polydor)[6]

### Singles
- "ひこうき" (1991)
- "いなごが飛んでる" (1991)
- "100ミリちょっとの" (1992)
- "Walkin'" (1993)
- "いかれたBaby" (1993)
- "Go Go Round This World!" (1994)
- "My Life" (1994)
- "Melody" (1994)
- "ナイト クルージング" (1995)
- "Baby Blue" (1996)
- "Season" (1996)
- "Magic Love" (1997)
- "Walking in the Rhythm" (1997)
- "ゆらめき in the Air" (1998)
- "いかれたBaby" (2005)

### Vídeos
- The Three Birds & More Feelings (2000, Polydor)
- 記憶の増大 (2000, Polydor)
- 若いながらも歴史あり96.3.2 @ 新宿 Liquid Room (11 de setembro de 2005)
- 男達の別れ 98.12.28 @ 赤坂 Blitz (2005, Universal Music Japan)
- Fishmans In Space Shower TV: Episode.3 (2007)
- Fishmans In Space Shower TV: Episode.2 (2007)
- Fishmans In Space Shower TV: Episode.1 (2007)